# Kőbánya-Kispest (stanice metra v Budapešti)
Kőbánya-Kispest je stanice budapešťského metra na lince M3, která leží v jižní části Budapešti, na rozhraní městských čtvrtí Kőbánya a Kispest, poblíž stejnojmenné železniční stanice. Stanice byla otevřena 29. března 1980 jako jižní konečná stanice a na lince je jedinou povrchovou. Budapešťané název této stanice často zkracuji slovem Köki. Jedná se o významný přestupní terminál mezi metrem, železniční a městskými autobusovými linkami. Z terminálu vyjíždí mimo jiné i linka 200E jedoucí na Letiště Ference Liszta Budapešť.